# Itó Szuguru
Itó Szuguru (Akita, 1975. szeptember 7. –) japán korosztályos válogatott labdarúgó.

## Pályafutása

### Válogatottban
A japán U20-as válogatott tagjaként részt vett az 1995-ös ifjúsági labdarúgó-világbajnokságon.